# Gran Premio de Francia de Motociclismo de 1959
El Gran Premio de Francia de Motociclismo de 1959 fue la primera prueba de la temporada 1959 del Campeonato Mundial de Motociclismo. El Gran Premio se disputó el 17 de mayo de 1959 en el Circuito Clermont Ferrand.

## Resultados 500cc
No cambiaron mucho las cosas en 500cc respecto a 1958. John Surtees realizó la vuelta más rápida de la carrera y ganó la carrera con un minuto y medio por delante de su compañero de equipo Remo Venturi, mientras que el piloto privado Gary Hocking con su Norton Manx quedó en tercer lugar.
| Pos. | Piloto             | Moto      | Tiempo/Retirado | Puntos |
| ---- | ------------------ | --------- | --------------- | ------ |
| 1    | John Surtees       | MV Agusta | 1h 40' 22"      | 8      |
| 2    | Remo Venturi       | MV Agusta | +1' 30" 8       | 6      |
| 3    | Gary Hocking       | Norton    | +2' 16" 1       | 4      |
| 4    | Dickie Dale        | BMW       | +2' 34" 2       | 3      |
| 5    | Terry Shepherd     | Norton    | +2' 51" 1       | 2      |
| 6    | Paddy Driver       | Norton    | +3' 10" 9       | 1      |
| 7    | Tom Phillis        | Norton    | +3' 17" 8       |        |
| 8    | Bob Anderson       | Norton    | +1 Vuelta       |        |
| 9    | Bob Brown          | Norton    | +1 Vuelta       |        |
| 10   | Ralph Rensen       | Norton    | +1 Vuelta       |        |
| 11   | Hans-Günther Jäger | BMW       | +1 Vuelta       |        |
| 12   | Jacques Collot     | Norton    | +1 Vuelta       |        |
| 13   | Guy Ligier         | Norton    | +2 Vueltas      |        |
| 14   | Charly Maubert     | Norton    | +2 Vueltas      |        |
| 15   | Maurice De Polo    | Norton    | +3 Vueltas      |        |
| 16   | Albert Montagne    | Norton    | +4 Vueltas      |        |
| 17   | John Hempleman     | Norton    |                 |        |
| Ret  | Fritz Messerli     | Norton    | Ret             |        |
| Ret  | Jacques Insermini  | Norton    | Ret             |        |
| Ret  | Jean-Pierre Bayle  | Norton    | Ret             |        |
| Ret  | Michael Valentin   | Norton    | Ret             |        |
| Ret  | Geoff Tanner       | Norton    | Ret             |        |
| Ret  | Robin Fitton       | Norton    | Ret             |        |
|      | Fuente:            |           |                 |        |

## Resultados 350cc
John Hartle comenzó la carrera de 350cc con la MV Agusta 350 4C, pero perdió casi un minuto y medio respecto al piloto privado Gary Hocking con su Norton Manx. Hocking, a su vez, no pudo rivalizar por la victoria con John Surtees.
| Pos. | Piloto             | Moto      | Tiempo/Retirado | Puntos |
| ---- | ------------------ | --------- | --------------- | ------ |
| 1    | John Surtees       | MV Agusta | 1h 17' 46"      | 8      |
| 2    | Gary Hocking       | Norton    | +1' 07" 4       | 6      |
| 3    | John Hartle        | MV Agusta | +2' 29"         | 4      |
| 4    | Bob Anderson       | Norton    | +2' 33" 2       | 3      |
| 5    | Paddy Driver       | Norton    | +2' 39" 8       | 2      |
| 6    | Terry Shepherd     | Norton    | +2' 42" 8       | 1      |
| 7    | Tom Phillis        | Norton    | +3' 53" 9       |        |
| 8    | Bob Brown          | Norton    | +3' 53" 9       |        |
| 9    | John Hempleman     | Norton    | +1 Vuelta       |        |
| 10   | Ralph Rensen       | Norton    | +1 Vuelta       |        |
| 11   | Robin Fitton       | Norton    | +1 Vuelta       |        |
| 12   | Jacques Collot     | Norton    | +2 Vueltas      |        |
| 13   | Jacques Insermini  | Norton    | +2 Vueltas      |        |
| 14   | Jean-Pierre Bayle  | Norton    | +2 Vueltas      |        |
| 15   | Maurice De Polo    | Norton    | +2 Vueltas      |        |
| 16   | Johann Hochwallner | Norton    | +2 Vueltas      |        |
| 17   | Roger Montagne     | Norton    | +3 Vueltas      |        |
| 18   | Barone             | n.d.      | +8 Vueltas      |        |
| Ret  | Josef Siffert      | Norton    | Ret             |        |
| Ret  | Dickie Dale        | AJS       | Ret             |        |
| Ret  | Ron Miles          | Norton    | Ret             |        |
| Ret  | Fritz Messerli     | Norton    | Ret             |        |